# ARNsn

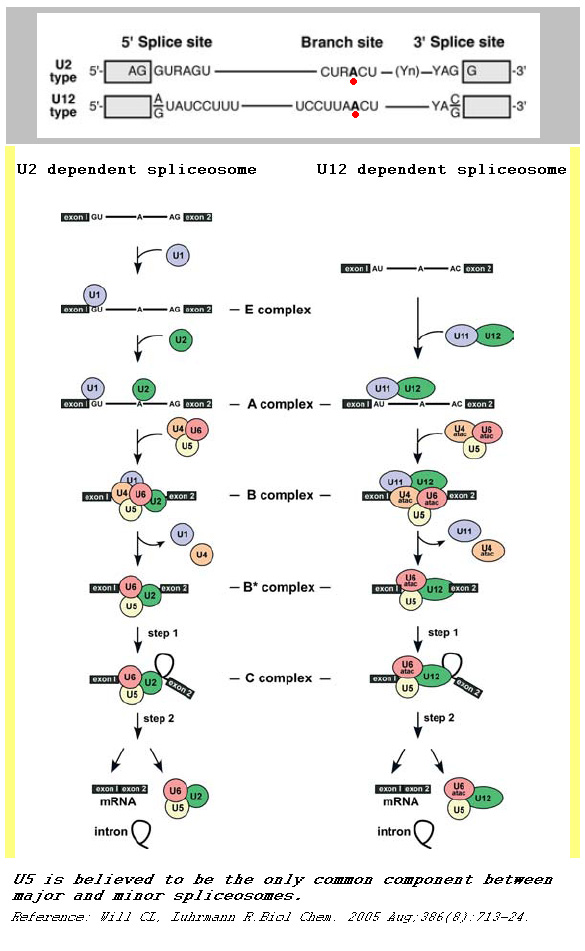
Mecanismos del espliceosoma.

El pequeño ARN nuclear (ARNsn), (snRNA del inglés small nuclear RNA) es una clase de moléculas de ARN no codificante que se encuentra constituyendo la maquinaria del espliceosoma o en los cuerpos de Cajal, asociándose con proteínas específicas con las que forman los complejos snRNPs (pequeñas ribonucleoproteínas nucleares). Su longitud oscila entre los 70 y 500 nucleótidos.
Aunque se conocen más de 200 tipos de ARNsn, los principales son los complejos snRNPs U1, U2, U4, U5 y U6, que forman parte del espliceosoma mayor. U11, U12, U4atac, U5atac and U6atac, por su parte, se encuentran en el espliceosoma menor. Su nomenclatura hace referencia al alto contenido en uridina en la secuencia nucleotídica.

## Genética molecular
La mayor parte de los ARNsn se transcriben por la acción de la ARN polimerasa II, con la excepción de U6 y U6atac. En humanos, los genes que codifican para ARNsn contienen un elemento de secuencia distal que actúa como enhancer y como promotor un elemento de secuencia proximal, ambos aguas arriba del inicio de transcripción. Igualmente, también se encuentra una caja 3', que está implicada en la terminación de la transcripción. Los transcritos no contienen intrones y tampoco son poliadenilados.